# Момо (челлендж)

Кэйсукэ Айсава. Мать-птица (Момо), 2016

Че́ллендж Мо́мо  (англ. Momo Challenge hoax, англ. Momo Challenge, яп. Momo挑战骗局), а также просто Мо́мо (англ. Momo, яп. もも) — появившийся в системе обмена текстовыми сообщениями WhatsApp в 2018 году и получивший широкую известность челлендж, а также связанная с ним городская легенда. Участникам челленджа предлагалось якобы выполнять различные экстремальные задания, связанные с риском для психики и даже жизни. У истоков появления челленджа и городской легенды, как предполагается, находится имя персонажа книги немецкого писателя Михаэля Энде «Момо, или Странная история о ворах времени и о ребёнке, который возвращал украденное время людям» (1972), и выставлявшаяся на короткое время в одной из частных художественных галерей Японии скульптура местного фольклорного персонажа Матери-птицы (авторство её приписывалось первоначально Мидори Хаяси, а в настоящее время — Кэйсукэ Айсаве).
Полиция и средства массовой информации выдвигали и разрабатывали версии появления челленджа Момо и связывали с ним целый ряд самоубийств подростков на разных континентах. В нескольких государствах были приняты законодательные акты и подзаконные акты, направленные против подобных челленджей. Психологи разных стран давали рекомендации для противодействия предполагаемой угрозе, как для родителей, так и для самих подростков.
В 2019—2023 годах феномену челленджа Момо были посвящены научные и научно-популярные статьи. Так научный сотрудник Института исследований уголовного правосудия Портсмутского университета, доктор философии Энн Кирби и преподаватель курса киберпреступности и гендера в Школе криминологии и уголовного правосудия этого же университета, доктор философии Лиза Сугиура ещё в марте 2019 года опубликовали статью на сайте The Conversation, в которой утверждалось, что уже стало очевидно: «доказательств реальности челленджа мало». По мнению авторов статьи, челлендж Момо — «цифровая мистификация, городская легенда, способная развиваться и набирать обороты благодаря распространению в интернете видео, статей и предупреждений». Кирби и Сугиура предполагали, что пострадают в большей степени обеспокоенные родители, чем их «более подкованные в цифровых технологиях» дети. Большую статью «Челлендж Момо: исследование появления крупной демонической мистификации в Интернете» в научном журнале «Journal for the Academic Study of Religion» посвятила феномену Момо преподаватель Сиднейского университета Зои Олдертон. Она писала, что с самого появления Момо многие эксперты понимали: Момо — мистификация, а не реальная угроза. Олдертон проследила хронологию распространения информации о челлендже: из Южной Америки, где она появилась, в Индию, а оттуда в англоязычные страны.

## Средства массовой информации и полиция о появлении и распространении челленджа Момо в 2018 году

### Появление образа и челленджа Момо в интернете

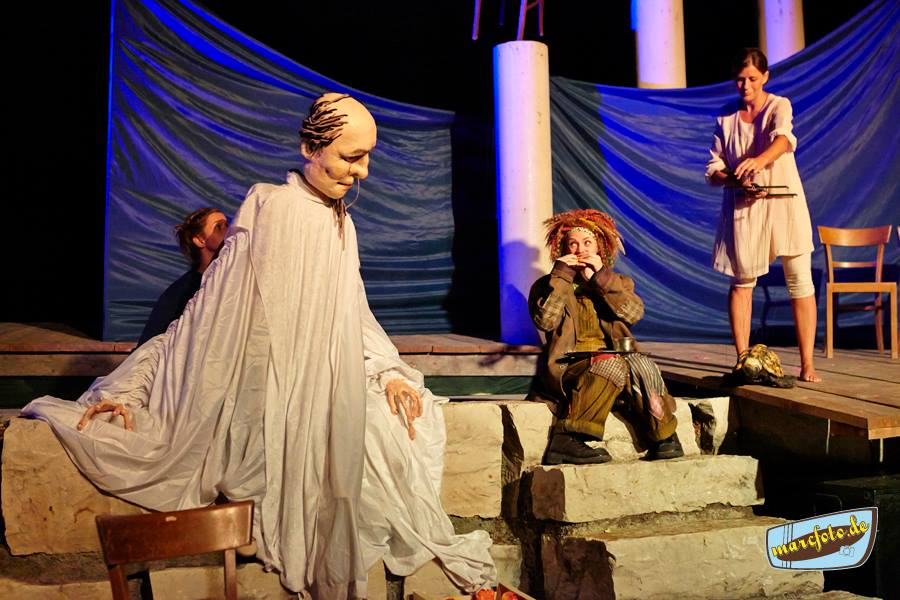
Сцена из театральной постановки 2013 года по книге Михаэля Энде.

В 2018–2019 годах новостные агентства, родители и общеобразовательные учреждения по всему миру распространяли панические статьи о Момо как об онлайн-демоне, побуждающем детей через службу текстовых сообщений WhatsApp наносить себе ущерб. Утверждалось, что Момо требовала включать газовые плиты на кухне, принимать некие таблетки и втыкать ножи в розетки. Спектр требований варьировался от указания ребёнку просыпаться посреди ночи до членовредительства и даже самоубийства. Распространились слухи, будто образы Момо присутствуют в видеороликах на YouTube, в мультфильме «Свинка Пеппа» и в игре «Minecraft», что является составным элементом заговора с целью распространить её демоническую власть на как можно более широкую и юную аудиторию. Слухи также утверждали, детям велено держать Момо и требуемые от её имени опасные испытания в секрете от своих родителей. Якобы Момо в противном случае причинит вред взрослым членам семьи.

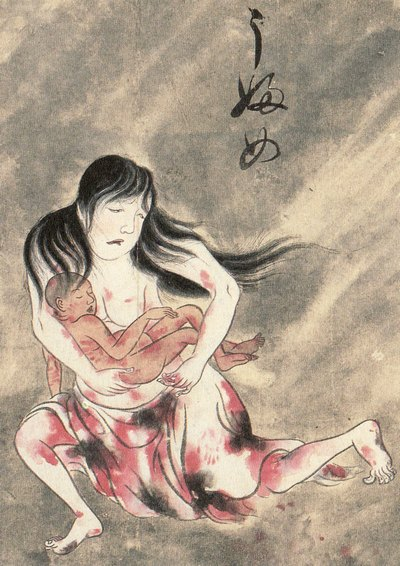
Саваки Суси (佐脇嵩之, 1707—1772). Убумэ, 1737

Первые упоминания имени Момо в Интернете пресса относила к началу 2000-х годов. Тогда появились видео любительских экранизаций книги Михаэля Энде «Момо, или Странная история о ворах времени и о ребёнке, который возвращал украденное время людям», написанной в 1972 году. Героиней книги была девочка, обладавшая даром, беседуя с людьми, «возвращать» им время, которое у них украли загадочные «серые господа», делающие жизнь обокраденных ими людей скучной.
Скульптура, ставшая широко известным образом Момо, была впервые представлена в 2016 году во время выставки в Vanilla Gallery в Токио. Это была ежегодная летняя художественная выставка, посвящённая японским историям о привидениях. Скульптура была создана для японской компании спецэффектов Link Factory. Первоначальное название этого художественного произведения — «Мать-птица» (яп. 姑獲鳥). Скульптура некоторое время считалась работой японской художницы и дизайнера Мидори Хаяси (яп. 林 美登利), которая создаёт причудливые куклы, используя для этого разные части зверей и птиц. Позже автором был назван Кэйсукэ Айсава (в других версиях написания имени Кейсуке Айсо и Кейсуке Асо). По одной из версий, автор вкладывал в неё следующий смысл: это — мёртвая женщина, которая потеряла ребёнка во время родов; приняв образ птицы, она летает по ночам, вселяя страх. Французская газета Le Monde соотнесла скульптуру с японским демоном Убумэ — персонажем народного творчества и мифологии. Развивавшая эту версию Зои Олдертон писала, что в народных легендах убумэ появляется у моста или перекрёстка и передаёт своего ребёнка некоему мужчине, которого просит позаботиться о нём. Когда убумэ исчезает, то ребёнок становится очень тяжёлым. Противостоять чарам можно, произнеся буддийские заклинания. Версии этой истории можно найти в сборнике «Кондзяку моногатари-сю», который относится к позднему периоду Хэйан (с 794 по 1185 год). Ранние же изображения убумэ восходят к значительно более позднему периоду Эдо (1603—1868 годы). Олдертон утверждала, что образ призрачной Матери-птицы был популярен в современной японской визуальной культуре ещё до Кэйсукэ Айсавы. Его «Мать-птица» включает в себя такие типичные для убумэ элементы изображения как большая грудь и птичье тело без перьев. В своей статье Зои Олдертон, опираясь на мнение одного из исследователей японской культуры, писала, что скульптура Кэйсукэ Айсавы соответствует современным представлениям об убумэ как о существе «враждебном [человеку] и достойном сожаления одновременно».
Ни Мидори Хаяси, ни Кэйсукэ Айсава, ни Link Factory не связаны с созданием городской легенды. Оригинальное произведение не предназначалось для того, чтобы быть частью челленджа в WhatsApp, но по мере распространения его фотографии в социальных сетях оно оказалось связано с ней. СМИ описывали Момо как «устрашающее создание в виде женского бюста на курьих ножках с мертвенно-бледным лицом и выпученными глазами». Изображение Момо — одновременно ужасающее и причудливое. Женское лицо кажется искажённым. Газета The Daily Mail выдвинула предположение, что имя «Momo» может происходить от неестественно вытаращенных глаз девушки.
Считается, что первое массовое проявление внимания к изображению Момо в сети — это пост от пользователя AlmightySosa00 с фотографией скульптуры, представленной японской компанией спецэффектов Link Factory в 2016 году во время выставки в Японии, размещённый в июне 2018 года, который собрал большое количество комментариев и лайков на сайте Reddit. Этот пользователь в настоящее время заблокирован. Считается, что он увидел необычную фотографию и разместил её в Reddit.
Утверждалось, что челлендж Момо появился в социальной сети Facebook 30 июня 2018 года. Неизвестный написал в сообщении, что ему нужна помощь, и просил перезвонить на указанный номер телефона. Люди попадались на эту уловку и звонили по нему. Момо, подобно вирусу, начала распространяться по миру. 12 июля 2018 года на YouTube в аккаунте, который был зарегистрирован за месяц до этого, был размещён видеоролик длительностью шесть секунд. Его описание было на японском языке:  (яп. 人々は 私をＬと呼びます хитобито ва ватаси о эру то ёбимасу), что переводится как «Люди предпочитают называть меня Л.». На видеоролике неизвестный, загримированный под Момо, размахивал ножом перед видеокамерой. По состоянию на ноябрь 2018 года было размещено в сети множество таких видеороликов.
Первые публичные упоминания о челлендже Момо в сети WhatsApp относились в то время к 10 июля 2018 года. На YouTube аргентинский пользователь El Deadpool опубликовал свою попытку побеседовать с Момо, датированную предыдущим днём, в видео под названием «Я отправляю сообщения Момо». Номер телефона Момо был мексиканским. Сам аргентинец связывал этот номер с южноамериканской группой SDLG (исп. Siguedores de la grasa) в сети WhatsApp, возглавляемой неким парагвайцем, известным как El Gordi или MrGraso. Члены «Grasa», как часто называют это сообщество, используют особый смайлик (:v) и собственный лексикон. По отношению к вирусным шуткам они говорят не «мем», а «момо». В этом случае «момо» — «своего рода мем (…), иногда это — чёрный юмор, как правило, с использованием фрагментов фильма, карикатур». 11 июля венесуэльский пользователь DrossRotzank (настоящее имя — Анхель Дэвид Ревилла) посвятил «Момо» ещё одно, восьмиминутное видео, которое превратило Момо в звезду Сети. Этот пользователь (бывший журналист, писатель-фантаст и исследователь сверхъестественного) имел на тот момент 14 миллионов подписчиков в Южной Америке.
11—12 июля 2018 года испаноязычные СМИ рассказали о вирусном флешмобе в интернете. Подростки писали Момо после трёх часов ночи (к этому их побуждало сообщение в сети: «Вы напишете Момо в WhatsApp в 3 часа ночи, и ваша жизнь навсегда изменится»). В Южной Америке считается, что время между 3 и 4 часами ночи — время, в которое можно «пробудить» нечистую силу. Нужно было осуществлять переписку с Момо, не допуская, чтобы она прислала два сообщения подряд. Ошибку можно было допустить только один раз, ошибка второй раз якобы приводила к тому, что человек «исчезнет без следа с этой планеты». В ответ подростки получали страшные фотографии (в том числе загримированных под Момо женщин) и видеоролики со сценами насилия. Аккаунт MomoDeWhatsApp несколько дней в июле 2018 года существовал в Twitter (пользователь его был зарегистрирован в октябре 2017 года, в настоящее время он заблокирован). С него постились угрозы размещавшим здесь свои сообщения. 18 июля полиция Испании в своём официальном Twitter советовала не добавлять в контакты японский номер +8143510****, утверждая, что он и принадлежит Момо. Когда пользователь добавлял этот телефон, то появлялось и изображение Момо. Некоторые пользователи звонили по этому номеру, другие написали владельцу аккаунта в WhatsApp.
Предполагалось, что кураторы находят пользователей в социальных сетях и на форумах. Они якобы рассылают страшные фотографии и видео с изображением сцен насилия, а затем принуждают напуганных подростков выполнять различные приказы, если подросток отказывается, то переходят к прямым угрозам. Если пользователь соглашается, то он продолжает получать изображения сцен насилия, а также запросы персональной информации и задания на совершение определённых действий. Были утверждения, что некоторые подростки получали телефонные звонки, где присутствовали душераздирающие крики и другие вселяющие страх шумы. Были опубликованы предупреждения, предостерегающие людей от добавления жуткой фигуры в социальные сети. Участникам челленджа предлагалось якобы выполнять различные экстремальные задания, связанные с риском для психики и жизни. СМИ отмечали, что это не первый челлендж, который нацелен на подростков и угрожает их психическому здоровью и жизни. Челлендж «Синий кит» и легенда о Слендермене имели аналогичные трагические последствия. Некоторые жертвы Момо настаивали, что никогда не получали каких-либо заданий, собеседник просто обещал смерть.
В Бретани вблизи города Ренна отец покончившего с собой 14-летнего мальчика (он повесился в своей комнате на поясе принадлежавшего ему кимоно в середине октября 2018 года) подал жалобу за создание «угрозы для жизни» против YouTube, Whatsapp, а также против сайта знакомств для подростков и французского государства 5 ноября этого же года. Прокурор Ренна Николя Жаке подтвердил факт подачи жалобы. «Я обвиняю YouTube, Whatsapp и rencontre-ados.com в том, что они не защищают молодых людей. Я считаю, что государство не приняло во внимание опасность этих сайтов для молодёжи», — заявил Рене Гаттино, связав смерть сына с его участием в челлендже Момо.
Fox News Channel сообщил, что контент, связанный с «Momo», был добавлен в популярную компьютерную инди-игру в жанре песочницы Minecraft. Известно, что он был добавлен так называемыми моддерами — программистами, которые создают персонализированный контент для видеоигр. Американская публичная транснациональная корпорация Microsoft, которая ещё в 2014 приобрела права на Minecraft, заявила, что общество имеет дело с отвратительным явлением. «Этот контент, который был независимо разработан третьей стороной; он не соответствует нашим ценностям и не является частью официальной игры Minecraft. Это неправильное использование платформы, и мы предпринимаем действия для ограничения доступа к моду», — сказал представитель Microsoft. Подобным образом этот контент был добавлен в другую видеоигру — «Grand Theft Auto V».

### Самоубийства, связывавшиеся в 2018 году с челленджем Момо
В 2018 году СМИ и полиция соотносили с челленджем Момо целый ряд самоубийств. Газета Buenos Aires Times сообщила, что 12-летняя девочка по имени Селена покончила с собой, повесившись на дереве на заднем дворе семейного дома в городе Инхеньеро-Масчвиц, который находится в 48 километрах от Буэнос-Айреса, в районе Эскобар. Непосредственно перед самоубийством Селена снимала себя на мобильный телефон. Согласно местной газете Diario Popular, Селена получила задание снимать всю последовательность действий до самой своей смерти с помощью мобильного телефона, поэтому одна из гипотез, выдвинутых полицией, гласила, что имело место принуждение к самоубийству. Считалось, что несколько одноклассников, друзей из её сообщества в интернете и членов клуба Мурга, где она занималась в танцевальной студии, видели видео. Учителя и местный отдел образования вместе с представителями местных органов власти оказали психологическую поддержку этой группе детей. В доме девочки другие дети из её большой семьи спали, не зная, что происходит на улице. Старший брат обнаружил тело сестры рядом с мобильным телефоном. Мать девочки отсутствовала дома и вернулась, когда её дочь уже была мертва. Вскрытие тела Селены подтвердило, что она умерла от удушья. Смерть ребёнка вызвала обеспокоенность у жителей Аргентины в связи со свободным доступом детей к челленджам в социальных сетях. Полиция разыскивала 18-летнего подростка, с которым жертва, предположительно, познакомилась через социальные сети. В мобильном телефоне Селены якобы была найдена переписка с абонентом по имени «Момо», на аватарке которого фигурировал этот персонаж. Близкие покойной заявили, что они подозревают 18-летнего парня из соседнего города, который переписывался с Селеной. По другой версии, это — 18-летняя девушка, а Селена погибла в результате выполнения одного из экстремальных заданий челленджа. Выдвигалась гипотеза, что, возможно, подстрекатель является обладателем номера +8143510****. В результате тщательного расследования, предпринятого полицией, убедительных доказательств того, что девочка покончила с собой в ответ на челлендж Момо, однако, так и не было найдено.
В ночь на 21 августа 2018 года тело 18-летнего Маниша Сарки из города Курсонг в округе Дарджилинг, ученика двенадцатого класса школы Святого Альфонсo, было обнаружено повешенным в хлеву вблизи его дома. На стене были начертаны надписи: «иллюминаты», «повешенный человек» и «око дьявола». «Я видел изображение повешенного человека, нарисованное Манишем, в челлендже „Момо“. Челлендж несёт ответственность за его самоубийство», — сказал газете Hindustan Times ученик десятого класса Арджун Гхатани, двоюродный брат Сарки. «Мой сын был искренним, трудолюбивым и невинным, но он играл в онлайн-игры. Я твёрдо верю, что челлендж „Момо“ забрал его от нас», — заявила Чандра Майя Сарки, мать жертвы. Полиция проводила расследование. Индийская пресса также сообщила о девочке из 10 класса из города Аджмера, которая перерезала себе вены и повесилась. В предсмертной записке девушка объяснила, что к такому поступку её подтолкнули низкие оценки. Тем не менее, её брат услышал, что она якобы дошла до финальной стадии онлайн-игры, в которую играла в свободное время. Учитывая слухи о том, что Момо требует самоубийства на последнем уровне челленджа, полиция расследовала и данную версию как возможный мотив самоубийства. Версия оказалась ложной.
12-летняя девочка и 16-летний юноша в Барбосе, в департаменте Антьокия на севере Колумбии, покончили жизнь самоубийством в течение 48 часов независимо друг от друга. Об этом сообщила радиостанция Caracol Radio. Согласно сообщению RCN Corporation, полиция заявила, что подростки знали друг друга и участвовали в игре Момо за месяц до этого. Бразильские СМИ связывали с челленджем Момо самоубийство 9-летнего мальчика в городе Ресифи в штате Пернамбуку. Он повесился 15 августа 2018 года. Ребёнок был спасён, но умер на следующий день. Мать 9-летнего мальчика рассказала полиции, что он показывал ей фотографию Момо.
Несколько позже 13-летняя девочка из города Жабуатан-дус-Гуарарапис (также в штате Пернамбуку) пыталась покончить с собой, разрезав себе запястье, после угроз, отправленных неизвестным в социальной сети. По данным Департамента полиции по преступлениям против детей и подростков, в сообщениях Момо говорилось, что если девушка не совершит этого, её семья умрёт. Мать девочки оказалась дома и помешала ей продолжить. Девочка рассказала, что получила запрос в друзья в Facebook от пользователя с фотографией Момо в профиле. Около десяти дней пользователь дружески общался с девочкой. Мать заметила странное поведение дочери, так как та долгое время оставалась в комнате одна и что-то скрывала от неё. У матери был доступ к сотовому телефону дочери. Увидев профиль Момо, она немедленно заблокировала его. Устройство было отправлено на экспертизу, которая пыталась идентифицировать человека, стоявшего за сообщениями. Полиция предполагала, что это взрослый человек, который умеет манипулировать детьми. Полицейские не исключали, что лицо, ответственное за угрозы, было знакомо с девочкой.
Газета «Paris Match Belgique» сообщала о самоубийстве подростка в Бертри (Бельгия), украинская газета «Вести» — о двух самоубийствах и ещё двух его попытках подростков, участвовавших в челлендже, BBC — о распространении челленджа  Момо в Германии и США.

### Версии, выдвинутые СМИ и полицией в отношении Момо в 2018 году
Полиция Мексики сделала заявление по поводу возможных целей распространения челленджа Момо: «Преступники могут использовать этот челлендж, чтобы похищать персональную информацию, подстрекать к суициду и насилию, преследовать, заниматься вымогательством и вызывать физические и психологические расстройства — тревогу, депрессию и бессонницу». В беседе с журналистом The Times of Oman клинический психотерапевт Ануйя Фуле охарактеризовала личность людей, скрывающихся за Момо. По её мнению, эти люди бесспорно имеют расстройство личности, у них тёмная полоса в жизни, они эмоционально нестабильны, сосредоточены на себе, обладают хорошими навыками манипуляции. Такие люди лишены настоящей любви, выросли в неблагополучных семьях, не имели нормальных отношений с родителями, подвергались в детстве оскорблениям и жестокому обращению. С её точки зрения, у них можно диагностировать психопатию по классификации DSM (Диагностическое и статистическое руководство по психическим расстройствам).
Корреспондент украинской газеты «Факты и комментарии» Михаил Сергушев писал: «Многие любят страшные истории и хотят испытать себя, пощекотать нервы. Дело в том, что эта Момо уже сейчас обрастает страшными легендами. Подростки сами друг друга пугают, что испытывали настоящий ужас, когда ей звонили или начинали переписку. Поначалу всё идёт реально как развлечение»
Газета The Washington Post выдвинула гипотезу, учитывая загадочное происхождение челленджа и ненадёжность новостных сообщений, связывающих её с реальными событиями, что, возможно, Момо является ещё одной (в числе многих других) мистификацией, которые порождены интернетом.
Существовала версия, что с подростками общается программа-бот, диалог в которой запрограммирован. Предполагалось, в этой программе действует функция пополнения словарного запаса. Задача бота Момо — заставить подростка позвонить ему. Бот, получив звонок, сбрасывает разговор, но сразу перезванивает. Пока демонстрируется аудиоролик с запугивающими собеседника звуками, бот ворует данные со смартфона подростка. Подросток, видя свои фото, видеофайлы, адрес, возраст, не понимает, что это у него было в смартфоне и в социальных сетях, к которым привязан его номер мобильного телефона. Возникает возможность шантажа. Кандидат психологических наук, медицинский психолог, эксперт по психологической кибербезопасности Наталия Бугаева утверждала, что из-за высокой скорости обучения и знания нескольких десятков языков бот следует считать агентом искусственного интеллекта. Первоначальный челлендж Момо не появляется в сети с 11 июля 2018 года, телефонный номер её не отвечает. Но несмотря на то, что первоначальный источник, возможно, потерял активность, могут действовать трансформированные клоны Момо, которые будут возникать и дальше. Они будут продолжать деструктивную деятельность оригинала.
Некоторые СМИ и полиция ряда стран соотносили с челленджем Момо целый ряд трагических происшествий с подростками. На ноябрь 2018 года связь ни одного из них с челленджем Момо, однако, не была окончательно доказана. Более того, самоубийство, по мнению экспертов, вообще редко связано с одним событием или единственной причиной. Около 90 % тех, кто принимает решение о самоубийстве, уже страдает психическими заболеваниями, часто дополняемыми депрессией. Британская исследовательница Зои Олдертон в 2021 году в статье «Челлендж Момо: исследование появления крупной демонической мистификации в Интернете» в научном журнале Journal for the Academic Study of Religion писала, что к этому времени ни один из поданных исков против YouTube или WhatsApp по обвинению в распространении контента Момо не был выигран, а многие из упомянутых ниже газетных сообщений, связывавших самоубийства молодых людей с Момо, были впоследствии удалены и существуют в интернете только в виде архивов. По её предположению, это произошло потому, что они были сочтены содержащими информацию «на очень деликатную тему», «вводящую в заблуждение читателей».

### Методы борьбы против челленджа Момо в деятельности государственных органов и рекомендациях психологов
В интервью ВВС News Украина семейный психолог и гештальт-терапевт Светлана Панина предложила рекомендации для противодействия влиянию челленджа Момо на подростков:

1. Бояться следует не интернет-челленджей, а плохих отношений с родителями, буллинга в школе или в интернете. Это может спровоцировать сильные проблемы с психикой, включая подростковую депрессию.
2. Погружение в виртуальный мир начинается тогда, когда ребёнка не устраивает реальность. Родителям необходимо постоянно общаться с ребёнком, вовлекать его в совместную деятельность, никогда не обвинять и не осуждать его.
3. Разумный контроль над подростком. Правила, установленные родителями для ребёнка, должны быть чёткими, но прозрачными.
4. Родители должны откровенно говорить с подростками об опасностях, существующих в интернете, чтобы дети понимали, какими будут последствия их неосторожности.
5. Если ребёнок проводит в интернете более 3 часов, молчалив, у него плохой аппетит, отсутствует интерес к реальному миру, подросток не имеет увлечений и интересов вне интернета, следует обратить на его проблемы серьёзное внимание.— Галина Корба. Кто такая Момо, почему она пугает детей и как защититься?
Свои рекомендации для родителей в связи с распространением Момо опубликовала газета The Sun:

1. Создайте правильную атмосферу для беседы с подростком. Это должна быть беседа, а не допрос.
2. Внимательно выслушайте проблемы подростка.
3. Примите к сердцу его заботы. В противном случае он прекратит разговор или не станет говорить о том, что его беспокоит.
4. Научите его говорить «нет»: репетируйте с ним умение выстаивать под давлением со стороны сверстников.
5. Дайте подростку знать, что он всегда может прийти к вам, если у него появится проблема.— Внимание — суицид! Что такое «игра в самоубийства» Момо WhatsApp и сколько смертей связано с ней
The Sun опубликовала и рекомендации для самого подростка.
В нескольких государствах были приняты законодательные акты и подзаконные акты, направленные против подобных челленджей. В Пакистане, например, правительство ввело общенациональный запрет на суицидальные челленджи, включая челлендж Момо. «Эти челленджи не могут иметь права на существования в Пакистане, поскольку они разрушают молодёжь и являются одной из ключевых причин для суицидов, происходящих во всём мире», — заявил в связи с этим федеральный министр информационных технологий Пакистана Халид Макбул Сиддики. Даже страны, в которых не сообщалось об инцидентах, связанных с челленджем Момо, прилагали усилия для предотвращения опасности. В июле 2018 года Гражданская гвардия Испании и Национальная полиция Испании неоднократно предупреждали граждан, чтобы они не добавляли чаты Момо на WhatsApp и старались игнорировать каналы, которые кажутся «вирусными» или «модными».

### Моральная паника 25 февраля — 2 марта 2019 года в Великобритании
Неделю конца февраля — начала марта 2019 года британские исследователи Энди Фиппен и Эмма Бонд назвали «неделей Момо» и утверждали, что в это время Великобритания «стала свидетелем моральной паники, охватившей, как социальные сети, так и средства массовой информации, вызвавшей сообщения в социальных сетях профессионалов и общественных деятелей («пресс-релизы полиции, [заявления] знаменитостей и даже учёных, желающих засветиться в социальных сетях»), присоединившихся к панике, чтобы дать совет и высказать своё мнение об этом (фейковом) явлении».
Впоследствии было установлено, что освещение челленджа Момо в британской прессе восходит к единственному сообщению, сделанному охваченной тревогой матерью из Ланкашира. После того, как её сын услышал о Момо в школе, она разместила предупреждение в местной группе в Facebook. Эту информацию подхватила провинциальная газета, а затем она была распространена другими новостными агентствами по всей стране и миру. Публикации приводили и новые факты. Одна мать заявила: её шестилетний сын кричал 45 минут после того, как она спросила его о Момо, которая, как он боялся, убьёт его во сне. Другая рассказала о своей семилетной дочери, которая билась головой о стену в школе. Дома девочка отказалась лечь спать или одна войти в ванную комнату. Ещё одна мать заявила, что её четырёхлетняя дочь получила инструкцию от Момо принять таблетки, нанести себе удар молотком и самостоятельно принять ванну.

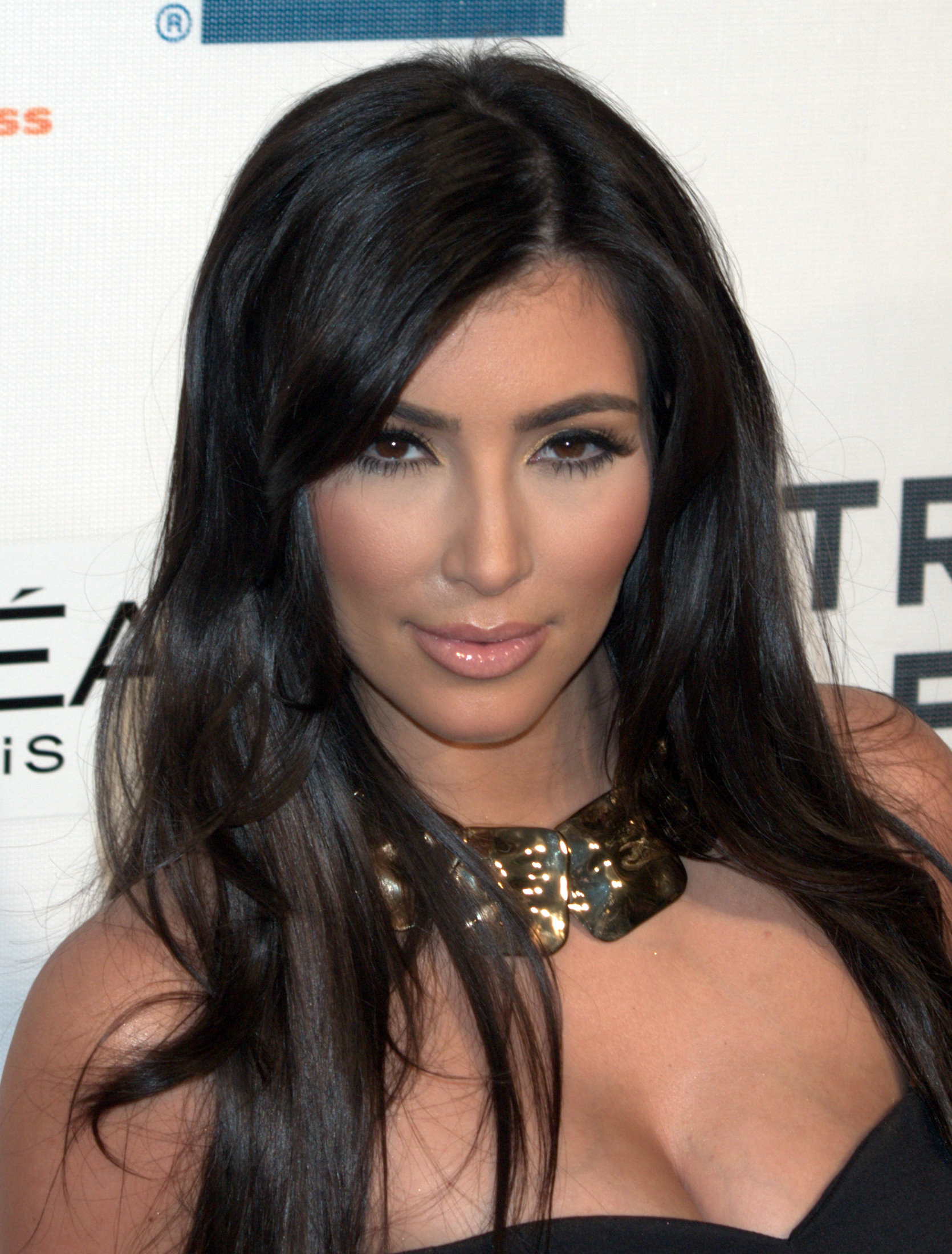
Ким Кардашьян в 2009 году

Средства массовой информации характеризовали челлендж Момо как призывающий к самоубийству, а новостные сообщения утверждали, что он уже привёл к самоубийствам детей в Аргентине, Мексике и Индии. Многие государственные учреждения (особенно школы) публиковали предупреждения о грозящей опасности, забывая о необходимости проверки источников, изучения доказательств и возможности мистификации. Сами Фиппен и Бонд как специалисты в области онлайн-защиты на запросы по поводу челленджа в то время отвечали: «его не существует, а предупреждения и контент об историях с цифровыми призраками (англ. digital ghost) просто возбуждают любопытство и привлекают трафик к тому самому контенту, который вызывает беспокойство».

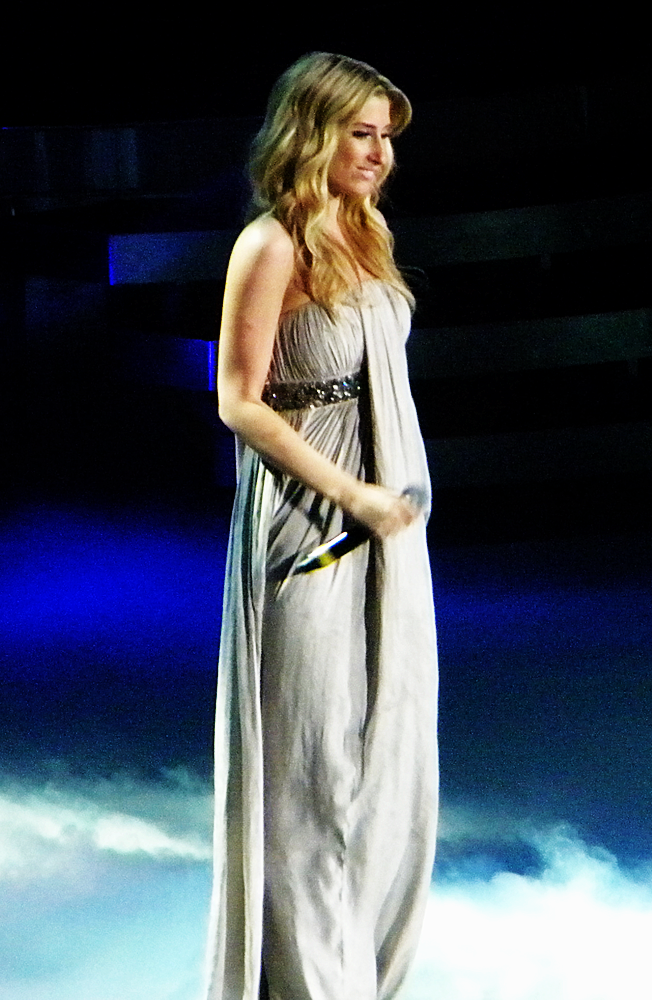
Стейси Соломон в 2010 году

Одним из поводов для всплеска интереса к челленджу на этой неделе стало обращение (сделанное 25 февраля) полицейского управления Северной Ирландии, выпустившего пресс-релиз, в котором выражалась серьёзная обеспокоенность по поводу ущерба, который может нанести челлендж Момо подросткам. Пресс-релиз обращал внимание, что в полицию не поступало никаких официальных сообщений, но ей известно о проблеме челленджа и она уже наладила связь с другими полицейскими управлениями Великобритании, чтобы попытаться определить масштабы проблемы и найти возможности её решения. Утверждалось, что угроза скрывается в безобидных на вид играх и видеороликах, предназначенных для детей. Детей убеждают связаться с Момо через популярные приложения для обмена сообщениями, такие как WhatsApp. Через их посредство детям угрожают, что они будут прокляты или их семья пострадает, если они не причинят себе ущерба. Пресс-релиз давал совет родителям ознакомиться с тем, что смотрят их дети и с кем они разговаривают. Он был размещён в социальных сетях и на новостных онлайн-каналах. Другие полицейские управления сделали аналогичные заявления.
Публикации на тему челленджа органов власти придали авторитета сообщениям таблоидов и способствовали растущему социальному напряжению. Родители, обеспокоенные безопасностью своих детей, усиливали его своми заявлениями. Ещё одним фактором зарождающейся паники стали публикации инструкций самопровозглашённых организаций по интернет-безопасности, предлагавших способы решения проблемы Момо. Организация, предоставлявшая услуги онлайн-безопасности школам, опубликовала «Путеводитель по Момо», чтобы помочь «тысячам, затронутым проблемой [челленджа Момо] школам и родители». Особую роль Энди Фиппен и Эмма Бонд придавали заявлениям широко известных людей, посчитавших своим родительским долгом (Фиппен и Бонд надеялись, что именно он, а не желание набирать лайки и трафик в свои профили, был реальной причиной их подключения к ажиотажу) заходить в социальные сети и делать комментарии к постам о челлендже. Среди таких звёзд были участница американских реалити-шоу, актриса, предприниматель Ким Кардашьян и британская телеведущая и певица Стейси Соломон.
К концу недели паника, связанная с челленджем Момо, по данным, опубликованным Google, утихла, а интерес к Момо быстро угас. Фиппен и Бонд приводили статистику опросов британской благотворительной организацией SWGfL, занимающейся онлайн-безопасностью, молодых пользователей интернета до и после Недели Момо (в саму эту неделю подобная статистика отсутствует, так как опросы не проводились) о тех явлениях в сети, которые их расстроили. За период до Недели Момо (с 1 января 2016 по 24 февраля 2019) было дано 9525 ответов на опрос, при этом упоминаний Момо молодыми людьми вообще не было, за период с 1 марта 2019 года по 1 марта 2020 года был дан 741 ответ на опрос, упоминание Момо молодыми людьми было отмечено исследователями в 41 ответе. Фиппен и Бонд отмечали, что все они были даны респондентами младшего школьного возраста. За Неделю Момо темы, связанные с Матерью-птицей, искали в интернете 34 464 раза, а за неделю до этого таких поисковых запросов было только 76 раз, что на 45 000 % меньше. Известно, что 21 541 поиск был предпринят в средних школах, а это означает, что 13 823 запроса могло быть проведено в начальных школах.

## Научная и научно-популярная литература о челлендже Момо

### Статья Зои Олдертон
Большую статью «Челлендж Момо: исследование появления крупной демонической мистификации в Интернете» (2021) в научном журнале «Journal for the Academic Study of Religion» посвятила феномену Момо преподаватель Сиднейского университета Зои Олдертон. Она писала, что с самого появления Момо многие эксперты понимали: Момо — мистификация, а не реальная угроза. Специалисты заявили, что и распространённое утверждение «„хакеры“ „пробрались“» на YouTube для распространения данной угрозы несостоятельно с технической точки зрения. Сам YouTube сделал официальное заявление: на видеохостинге присутствуют видео, содержащие информацию о Момо, но ни одно из них не является челленджем, представляющим угрозу для подростков.
В своей статье Олдертон детально прослеживает историю появления визуального образа Момо. Исследователь цитирует слова её создателя Кэйсукэ Айсавы: «Когда я создавал это произведение, буду честен, у меня действительно было намерение напугать людей», но оно «никоим образом не предназначалась для того, чтобы дети… причиняли себе какой-либо физический вред». В 2018 году демонстрировавшийся на выставке оригинал «Матери-птицы» сгнил и его просто выбросили. В сети с именем Момо распространялась фотография с этого оригинала, сделанная на выставке. Фотографировать в Vanilla Gallery запрещено, но «Мать-птицу» специально разместили у входа, чтобы дать возможность гостям позировать с ней и иметь хотя бы одну фотографию на память о посещении выставки. Пользователь Instagram под ником j_s_rock сделал обрезанную версию «Матери-птицы» на выставке в августе 2016 года, но разместил её в интернете на хостинге Reddit только спустя два года в июле 2018 года.
О самом феномене Момо Олдертон писала: «это современный фольклорный дух интернета, олицетворяющий моральную панику (англ. the moral panic) по поводу молодых людей, путешествующих по миру Интернета без надлежащего родительского присмотра» и называла его «современным проявлением страха перед демонами», который в Западном мире восходит к позднему греко-римскому периоду, когда греческое понятие «даймонион» (др.-греч. δαιμόνιον), являвшееся обозначением сверхъестественного существа, занимающего низшее по сравнению с богами положение, способного в отношении человека, как как позитивные, так и на негативные действия, то есть нейтрального в моральном отношении (англ. «neutral term meaning spirit»), приобрело однозначное значение порождения Сатаны, однозначно враждебного человеку. Конкретные проявления такого страха исследователь видит в процессах против ведьм позднего Средневековья и начала Нового времени, а в настоящее время в ужасе перед инопланетянами, которые якобы «похищают людей для экспериментов, часто связанных с изнасилованием и оплодотворением». Японский фольклор также имеет среди своих персонажей подобные европейским демонические существа. Они, по утверждению Олдертон, имеют много общего с «авраамической концепцией демона», хотя и имеют уникальные особенности. Например, в настоящее время их часто позиционируют как жертв общества, которых оно подтолкнуло к проступкам, а не как злых по своей природе существ. На протяжении веков японские демоны вполне серьёзно воспринимались в японской культуре, но во время Реставрации Мэйдзи они были отнесены к категории явлений, замедляющих модернизацию нации. Олдертон связывала это с кампанией по продвижению рационализма и светского государства путём устранения суеверий среди населения . По выражению Олдертон, «нетрудно прочитать японских призраков, демонов и злых духов через парадигму демонов, распространённую в западной мысли. Интерпретация их, однако, через призму западных представлений о демонах может иметь непредвиденные последствия».

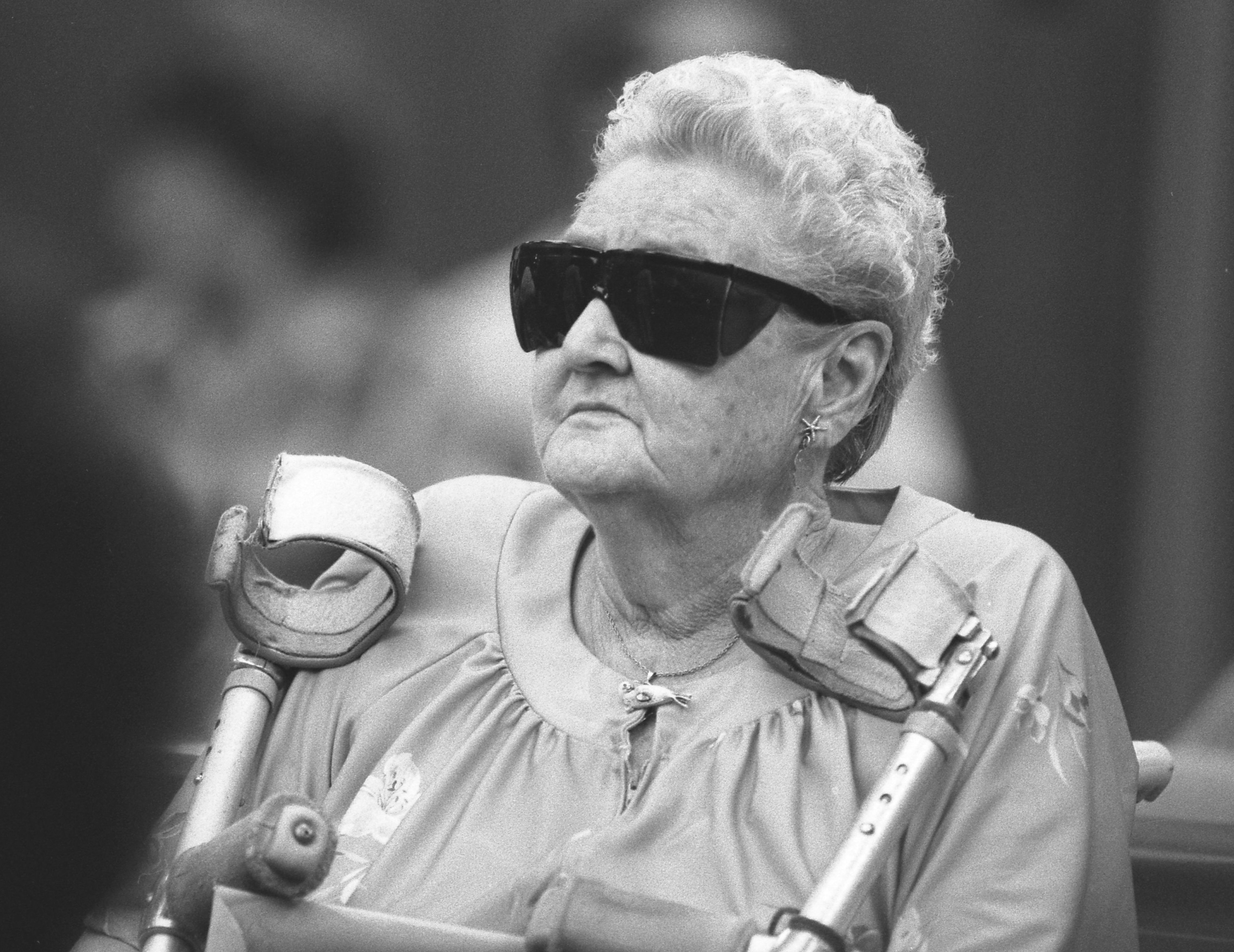
Вирджиния МакМартин на предварительном слушании дела о растлении в дошкольном учреждении, 1984 год

Олдертон сопоставила челлендж Момо с «сатанинской паникой» 1980-х годов. Это был охвативший широкую аудиторию страх перед якобы получившими широкое распространение тайными сатанинскими ритуалами в кажущихся на первый взгляд безопасными местах, таких, как детские сады. Слухи о таких ритуалах распространялись прессой и поддерживались организованными группами христианских фундаменталистов и практикующими психиатрами, которые подтверждали возможность того, что дети действительно подвергались насилию в ходе совершения сатанинских обрядов и взрослели с подавленными воспоминаниями об этих событиях. Олдертон приводила мнение исследователей, которые связывали «сатанинскую панику» с резким увеличением «информационно-развлекательных программ» именно в 1980-е годы. Эти не слишком щепетильные программы «продавали» консервативно настроенной части общества подобную информацию в качестве новостей и под предлогом отстаивания «христианско-американских ценностей». Статьи в таких популярных изданиях, как Ms. и Vanity Fair, а также телепередачи о сатанинских ритуалах создали, по утверждению Олдертон, «особый образ социальных отклонений», на который «повелись» общественность и даже «агенты социального контроля», такие, как «юристы и полиция». В 1983 году против сотрудников детского дошкольного учреждения Вирджинии МакМартин был начат судебный процесс, инициированный обвинениями со стороны родителя, больного шизофренией. Ответчики, для которых детское дошкольное учреждение было семейным бизнесом, предстали перед судом по обвинению в ужасных сексуальных преступлениях против детей, сопровождавшихся причудливыми проявлениями сатанизма и колдовства. Олдертон писала, что, хотя дело против семьи МакМартин и подобные ему, в конечном итоге были прекращены, страхи перед сатанистами ещё сохраняются к 2021 году в «фольклоре» американских пригородов и за их пределами.
Зои Олдертон утверждала в своей статье, что демон по имени Момо, который якобы рассылает сообщения с угрозами, появился в испаноязычных интернет-сообществах. В этой ранней версии мистификации Момо отправляла детям серию угроз, вызовов или опасных инструкций через службу текстовых сообщений WhatsApp. Три международных номера мобильных телефонов были связаны с Момо ещё до появления сообщения в Facebook. Все эти номера работали через службу WhatsApp, позволяющую людям по всему миру обмениваться с ними звонками или текстовыми сообщениями. Один номер имел телефонный код Японии, а два других — Мексики и Колумбии (отсюда, по мнению Олдертон, и преобладание испанского языка в начале истории Момо). Многие из посланий изначально представляли собой шутливые видеоролики, а один распространитель сообщений под ником El Rincon De Giorgio, по предположению исследователя, испытал чувство вины за высказанные угрозы и начал рассылать забавный контент, в частности видео о Человеке-пауке. Некоторые адресаты, откликнувшиеся на первоначальные видео, даже не досмотрели их до конца, другие не приняли во внимание изменение, произошедшее с каналом WhatsApp позже. Одни из напуганных комментаторов немедленно заявляли о Христе как о своём защитнике, другие, работая на создание мифа о Момо, пытались предупредить родителей об ущербе, который мог быть причинён их ребёнку. Олдертон отмечала, что на 2019 год множество масок Момо уже продавались на Amazon, AliExpress, а также у более мелких поставщиков масок и костюмов.
Постепенно полиция стала отмечать, что жертвами сообщений Момо чаще всего становятся люди с депрессией или суицидальными наклонностями. Так, например, индийская полиция, расследуя целый ряд самоубийств, получила убедительные доказательства того, что окружающие использовали имя Момо, чтобы вселять страх в сверстников с уязвимой психикой или запугивать родителей. Олдертон считала: повсеместное распространение английского языка в Индии позволяет предположить, что именно через Индию страх перед Момо распространился из испаноязычных стран в англоговорящие. Момо появилась в англоязычном мире 10 июля 2018 года, когда её изображение было опубликовано на одном из форумов Reddit. На следующий день некий ReignBot — ютубер, специализировавшийся на страшных интернет-легендах, — загрузил видео «Исследование ситуации с Момо». Автор видео пояснял, что Момо явно является фальшивкой, а в качестве доказательства приводил изображение Матери-птицы в Instagram. Великобритания стала центром паники англоязычного мира, которая началась примерно через шесть месяцев после паники в испаноязычных странах. Эта новая волна страха перед Момо привела к тому, что, по мнению Олдертон, легенда трансформировалась и стала включать в себя теперь утверждение о том, что от детей требуют покончить с собой в качестве «последнего испытания», чтобы встретиться с персонажем по имени Мать-птица.
Родители распространяли непроверенную информацию о Момо в своих социальных группах, в том числе через серверы групповых чатов, такие как WhatsApp. Администрации учебных заведений информировали школьников о Момо на ученических собраниях, заявляя, что их безопасность находится под угрозой. Информацию о Момо сообщали новостные издания. Олдертон писала о «петле обратной связи» (англ. feedback loop), когда журналисты в своих публикациях опирались на онлайн-предупреждения родителей, что вызвало ещё большую обеспокоенность в родительском сообществе. Исследователь утверждала, что впоследствии некоторые из новостных каналов (в качестве примера она называла BBC), отредактировали первоначальный вариант своих публикаций, в которых предполагалось, что Момо представляет собой реальную угрозу, но, по её словам, «это было сделано тайно и только после давления со стороны других журналистов». Депутат от Консервативной партии Дуглас Росс попросил лидера Палаты представителей Андреа Лидсом прокомментировать онлайн-опасности, такие как Момо. Она отметила, что «правительство „чрезвычайно обеспокоено“ интернет-буллингом и контентом, побуждающим к членовредительству / самоубийству», хотя и сделала после этого замечание, что доказательств угрозы челленджа Момо для британских детей нет. Упоминание Момо на заседании парламента придало слухам о челлендже дополнительное обоснованние. Характеризуя позицию британской полиции Олдертон писала: «Хотя полиция и другие пользующиеся доверием структуры (англ. other trusted authorities) никогда не допускали, что Момо была настоящим демоном, они настойчиво доказывали, что некие „хакеры“ используют [интернет-]технологии, чтобы подталкивать детей к опасным действиям, таким как членовредительство, или показывать им вызывающие тревогу изображения».
Олдертон отмечала, что после окончания моральной паники, связанной с челленджем Момо, образ Матери-птицы приобрёл в интернет-публикациях пользователей позитивный характер. На новой выставке в галерее Link Factory (2019 год) воссозданная Айсавой Момо предстала перед зрителями сделанной из более прочного материала. Она облачена в кружевную одежду, выдержанную в ярко-розовых и фиолетовых тонах с изображением сердечка в центре, с яркой розовой помадой на губах, в облике Убумэ-Сэмпай. Термин «Сэмпай», описывающий неформальные иерархические межличностные отношения в японском коллективе, в трактовке Олдертон, традиционно относится к «старшему ученику-наставнику» (англ. older student mentor) в спорте. Новый образ Момо исследователь охарактеризовала как «милую фигурку, которую похитили для злых целей, находящихся за пределами её контроля»; она выглядит, «словно присоединилась к актёрскому составу „Сейлор Мун“».

### Челлендж Момо в книге Энди Фиппена и Эммы Бонда
В анализе ситуации, сложившейся в общеобразовательных заведениях Великобритании в 2018 году авторы книги «Организационные меры реагирования на бури в социальных сетях» (2020) сотрудник Кафедры вычислительной техники и информатики Борнмутского университета Энди Фиппен и сотрудница Саффолкского института социальных и экономических исследований (Ипсуич) Эмма Бонд опирались на собственный опыт работы в сфере онлайн-защиты в процессе сотрудничества со школами как раз в 2018 году. В исследовании челленджа и подобных ему явлений авторы отталкивались от работы Стэнли Коэна «Народные дьяволы и моральная паника» (2002), которое выделило три особенности моральной паники, характерные и для челленджа Момо: 1) не только новизна (поэтому с трудом подвергается исследованию), но и опора на прошлое (относящееся к традициям и легендам), 2) наличие признаков реальной опасности, 3) сочетание «прозрачности» (доступность для всеобщего обозрения) и одновременно «непрозрачность», требующая подробных объяснений со стороны «экспертов» об угрозе «реального ущерба» (у авторов взяты в кавычки англ. «experts» и англ. «real harm»).
Авторы книги подчёркивали, что, хотя в 2018 году в прессе были упоминания о Момо, они были вскоре отвергнуты как ложные. Сами сообщения о Момо содержались только в таблоидах (без комментариев экспертов) и социальных сетях. Специалисты же считали, что челлендж Момо был просто розыгрышем, созданным интернет-троллями и создателями мемов для увеличения числа просмотров их контента. Однако, с 25 февраля по 2 марта 2019 года челлендж Момо привлёк к себе ажиотажное внимание в традиционных и социальных медиаресурсах (англ. big news on traditional and social media) Великобритании и вызвал значительную реакцию в секторе начального образования, что, по мнению Фиппен и Бонд, убедительно свидетельствует: обучение онлайн-безопасности и её стратегия оказали слабое влияние на готовность общества к реальной кризисной ситуации. Вскоре было установлено, что нет доказательств того, что детям причиняется ущерб, а челлендж Момо является просто мистификацией. На популярных онлайн-платформах, таких как YouTube, присутствовали видеоролики, в которые были встроены изображения Момо, а некоторые из них даже содержали голосовые инструкции, но не было никаких доказательств наличия челленджа, призывающего к самоубийству. Исследователи утверждали, что было даже трудно понять, были ли эти видео созданы ещё до или уже после того, как появились первые слухи о Момо.
Фиппен и Бонд выделили четыре типа реакции общественности на челлендж Момо: 
- Выражение страха, восприятие челленджа как реальной угрозы и одновременно её преувеличение; утверждение, что собственные дети уже подверглись агрессии челленджа, упоминание подобных случаев с другими людьми; заявления о действиях, в реальности невозможных с технической точки зрения, таких, как общение Момо с детьми через видеоролики на YouTube и внедрение её в онлайн-рекламу; мобилизация на борьбу с челленджем школ, призыв к учителям организовать со своими учениками беседы об угрозе Момо.
- Выражение осуждения в адрес родителей; утверждение, что разрешение детям младшего возраста использовать YouTube равносильно отсутствию внимания к ним; обвинение тех, кто предоставил своим детям в распоряжение цифровые устройства, в соучастии в преступлениях Момо.
- Выражение поддержки специалистов, информирующих детей о проблеме; описание самой практики информирования, в частности беседы в классе и общешкольного собрания.
- Восприятие Момо как выдумки и призыв к глубокому анализу проблемы, прежде чем пугать детей «мифами и историями о привидениях, которые не имеют под собой никаких оснований».

Авторы книги отмечали, что были случаи, когда начальные школы проводили собрания, чтобы дети узнали о Момо, и просили не искать её изображение, так как оно может их расстроить. Детей также спрашивали об изображении Момо, видели ли они его, а также просили сообщить, упоминали ли их сверстники Момо на детской площадке. Всё это, по предположению Фиппена и Бонд, привело к тому, что дети познакомились с изображением, которое, хотя и не было частью организованного кем-то челленджа, поощряющего детей к членовредительству, само по себе оказывало негативное воздействие на ребёнка младшего возраста.

### Челлендж Момо в статье Лары Коблике и Антонии Маркевич
Сотрудница Кафедры коммуникаций и медиаисследований Цюрихского университета Лара Коблике и сотрудница факультета СМИ и коммуникаций Мюнхенского университета Антония Маркевич писали в статье «Челлендж Момо: оценка масштаба показа на YouTube вредных и полезных описаний суицидального челленджа» (2021) в журнале «SN Social Sciences», что самоубийство является второй по значимости причиной смерти среди молодых людей от 15 до 29 лет. Исходя из этого, исследователи высказали предположение, что челлендж Момо использовал уязвимость именно этой возрастной категории, требуя от участников выполнения действий, наносящих ущерб себе самим. Авторы вычленяли три задачи исследования: 
- Определение, насколько и в какой форме в видеороликах на YouTube присутствует тема челленджа Момо.
- Оценка уровня опасности видео на основе определения уровня вовлечённости аудитории, то есть просмотров, комментариев и лайков. Также, в задачу авторов входило определение, «какие переменные влияют» на этот уровень.
- Анализ реакции сетевых сообществ на видеоролики на YouTube, связанные с Момо, чтобы определить, какому именно контенту отдаёт предпочтение конкретная аудитория.

Коблике и Маркевич утверждают, что демонстрирующие челлендж ролики на видеохостинге существовали, но YouTube, начиная с марта 2019 года, демонетизировал или удалил большую часть этих видео, однако, это произошло уже после завершения сбора данных для их исследования. Более двух третей видеороликов, связанных с челленджем Момо, на основе которых проводилось исследование, с точки зрения авторов статьи, представляли опасность для молодёжи, и уровень этой опасности напрямую соответствует степени вовлечённости аудитории в комментирование видео. Доминирующие сообщества на YouTube также предпочитали использовать наиболее опасную форму отражения проблемы. По мнению авторов исследования, оно расширяет понимание механизма распространения суицидальных игр в социальных сетях.
Коблике и Маркевич писали, что «некоторые особенности части видеороликов челленджа Момо с большей вероятностью вызовут эффект Вертера (например, самоубийство и несуицидальная имитация членовредительства), в то время как другие с большей вероятностью вызовут эффект Папагено (например, предотвращение самоубийств)». Вирусное распространение контента, связанного с Момо, а также появление его преемников, к которым Коблике и Маркевич отнесли челлендж Сокрушитель черепов (англ. Skull Breaker Challenge) и челлендж Джонатана Галиндо (англ. Jonathan Galindo Challenge), показывает, что суицидальные челленджи будут и дальше представлять собой серьёзную киберугрозу. Хотя сам челлендж Момо, по словам авторов статьи, «был, вероятно, не более чем обман», «публикация небезопасных сообщений о челленджах может способствовать распространению заразной болезни (англ. contagion), независимо от [реальности самих] челленджей».

### Момо в других научных изданиях
Научный сотрудник Института исследований уголовного правосудия Портсмутского университета, специализирующаяся на изучении киберпреступности, доктор философии Энн Кирби и преподаватель курса киберпреступности и гендера в Школе криминологии и уголовного правосудия Портсмутского университета, доктор философии Лиза Сугиура ещё в марте 2019 года опубликовали статью на сайте The Conversation, в которой утверждалось, что уже стало очевидно: «доказательств реальности челленджа мало». В подтверждение этого, в частности приводился факт, что одна детская организация заявила: она получила больше запросов по поводу челленджа от прессы, чем от родителей. По мнению авторов статьи, челлендж Момо — «цифровая мистификация, городская легенда, способная развиваться и набирать обороты благодаря распространению в Интернете видео, статей и предупреждений». Намерения большинства людей, делающих такие предупреждения, обычно благие, но отсутствие у людей способности распознавать мистификацию создаёт проблему там, где её нет. Кирби и Сугиура предполагали, что пострадают в большей степени обеспокоенные родители (Кирби и Сугиура считали знаковым, что в репортажах присутствовал «образ женщины с выпученными глазами» (англ. «the image of the bulging-eyed female»)), чем их «более подкованные в цифровых технологиях» дети. Исследователи делали вывод: «С точки зрения потенциального ущерба уже почти не имеет значения, была ли Момо изначально реальностью или мистификацией».
Доктор филологических наук Григорий Почепцов в монографии «Когнитивные войны в соцмедиа, массовой культуре и массовых коммуникациях» (2019) пишет о челленджах Синий кит и Момо как об опасности для детей. Он утверждает, что арестованный автор челленджа Синий кит признался, что, подталкивая людей к суициду, чем «стремился „очистить“ общество». В то же время, даже при наличии осуждённых у самого Почепцова оставался вопрос, «насколько это всё правдиво». Челлендж Момо он называет аналогом Синего кита в Америке и оценивает как «вирусную штуку», но не способную подталкивать к самоубийствам. Последнее он характеризует как присутствующее «только в мозгах взрослых». Момо и Синего кита он относит «к городским легендам, страшилкам, распространяемым с помощью интернета». Адъюнкт кафедры «Уголовного права и криминологии» Дальневосточного юридического института МВД РФ Екатерина Цыганова, однако, сообщает читателям своей статьи «К вопросу о моменте окончания преступления, предусмотренного ст. 151.2 УК РФ» (2021) в научном журнале «Право и государство: теория и практика», что организаторы челленджа Момо «предлагают несовершеннолетним выполнять различные экстремальные задания, связанные с риском для психики и жизни».
Доктор философии, профессор психологии в Государственном университете Бриджуотер Элизабет К. Энгландер в книге «25 мифов о буллинге и кибербуллинге», вышедшей в 2020 году описывала Момо как очень страшный персонаж, который мог внезапно появиться на экране компьютера при использовании ребёнком любого веб-сайта и побудить его причинить себе вред. Исследователь задалась вопросом, может ли быть правдой, что здоровый, хорошо адаптированный к окружающему миру ребёнок примет «вызов» и в конечном итоге покончит жизнь самоубийством? Анализируя сообщения в СМИ, призванные продемонстрировать невероятную силу этого челленджа на примерах из реальной жизни, Энгландер не обнаружила среди них способных внушить доверие. Несколько случаев, которые пресса представляла как последствия челленджа, имели другие, более правдоподобные объяснения, а сами эти случаи вовсе не были массовыми. Многие сообщения поступали из социальных сетей, а не из основных средств массовой информации. Вывод, к которому пришла Энгландер: «челлендж Момо, возможно, был мистификацией, или, возможно, он было реальностью, но гораздо менее страшной или широко распространённой, чем это изображалось». Вместе с тем, исследователь писала: «ущерб, который могут нанести интернет-страшилки, уже нанесён. Челлендж Момо — правда это или ложь — стал ещё одним инцидентом современной жизни, который, как представляется, призван был напугать родителей до потери сознания».
Профессор Индийского института менеджмента в Рохтаке Дхирадж Шарма, получивший известность исследованиями на криминальную и пенитациарную темы, в книге «Как нанимать, стимулировать и удерживать миллениалов», вышедшей в 2019 году, утверждает, что Момо — название аккаунта в социальной сети, в котором используется изображение ухмыляющейся гротескной куклы с большими глазами и широким ртом. Челлендж Момо, по словам Шарма, начинается с того, что участник получает тревожные изображения через WhatsApp или Facebook. Они сопровождаются текстом: «Я знаю о тебе всё». После устанавления контакта с жертвой, ей отправляется ряд заданий, которые необходимо последовательно выполнить. Вселяющие ужас изображения сопровождаются абсурдными требованиями и провоцируют подростков на совершение причиняющих ущерб себе действий, вплоть до самоубийства. При отказе от исполнения требований челленджа, следовали издевательства и запугивания «страшными образами и ужасными последствиями». Сам челлендж профессор относил к общей тенденции роста онлайн-преступности. Особенно опасными подобные явления, с его точки зрения, делают такие факторы, характерные для современных подростков, как зависимость от социальных сетей, проблемы «поздних миллениалов» с психическим здоровьем и снижение внимания к ним со стороны родителей. Методом же борьбы против такой опасности должно стать у родителей и учителей регулярное и открытое общение с подростками, которое «защитит это поколение от негативного влияния социальных сетей и интернета».
Американский психиатр, доктор медицины Дэниел Грегори Амен в книге «Конец психических заболеваний» (2020) отмечал появление сообщений о двух суицидальных челленджах, предназначенных для подростков, под названием «Момо» (по его словам, «пугающая на вид фигурка, похожая на куклу») и «Синий кит». Он считал, что даже если этих челленджей на самом деле не существует, шумиха вокруг них в социальных сетях может быстро распространиться на детей и подростков, которые сочтут, что они реальны и станут действовать в соответствии с ними. Профессор истории в частном римско-католическом колледже свободных искусств в Гранд-Рапидсе в штате Мичиган Aquinas College Бетани Килкриз в книге «Ложь и заблуждение» (2021) пишет: исследователи Массачусетского технологического института утверждают, что фейковые новости распространяются быстрее, так как кликбейтные заголовки и контент вызывают больше эмоций, чем обычные новости. Политолог Ребека Тромбл также утверждает, что контент, вызывающий сильные эмоции, распространяется в Твиттере «дальше, быстрее, глубже и шире». В качестве примера подобных явлений сама Килкриз приводит челлендж Момо. Он стал вирусным, по её мнению, во многом из-за эмоционального потрясения детей.
Доктор философии из Тринити-колледжа в Дублине Сара Клири в книге «Миф об ущербе. Хоррор, цензура и ребёнок» (2023) утверждала, что сам тот факт, что общество «повелось» на челлендж Момо, разоблачает как «упрямое невежество» (англ. willful ignorance), так и потребность перенести «наши страхи» по поводу защиты детей на вымышленных врагов. Вместо того, писала Клири, чтобы рассматривать Момо как «вирусную аллегорию самоубийства» (англ. viral allegory about suicide) или как убедительное разоблачение того, «насколько мало мы на самом деле понимаем, как работает Интернет», мы предположили, что угроза «реальна». В статье для газеты The Irish Times Сара Клири писала, что жанр хоррор в настоящее время переживает своего рода золотой век с точки зрения массового потребления, но пережил несколько периодов жёсткой критики. С момента своего появления в XVIII веке вплоть до челленджа Момо этот жанр обвинялся в причинении ущерба. Детей хоррор часто привлекает тем, что он исследует чрезвычайно сложные проблемы через доступный для них фильтр художественной литературы. Хоррор-комиксы 1950-х годов были названы в своё время опасными, но они включали в себя исследование жестокого обращения с детьми и были опубликованы в эпоху, когда это практически не признавалось преступлением. «В чём смысл такого явления, как челлендж Момо?», — задавалась вопросом Кири. По её мнению, челлендж Момо на самом деле олицетворял страх, но не страх перед странным изображением или самоубийством, «а неосязаемый и невнятный страх перед тем, что мы до конца не понимаем». Страх, что Интернет скрывает множество неопознанных угроз для детей и какие бы меры ни принимались, полного контроля над ними не будет. Какими бы отвратительными комиксы ужасов или вирусные мемы ни казались, они являются проявлением этих страхов, а не тем, чего следует бояться.
Доктор педагогики, преподаватель Университета Восточной Англии Гарри Дайер в книге «Социальное проектирование» (2020) писал, что челлендж Момо в начале 2019 года затмил другие проблемы, связанные с молодёжью и её психическим здоровьем. Он утверждал, что любому исследователю медиа челлендж должен был напомнить концепцию гиперреальности Жана Бодрийяра, в которой он утверждает, что вымысел и реальность настолько тесно переплетены в современной жизни, что становится трудно отделить одно от другого. Дайер считал: основные проблемы, которые породили челлендж, — проблемы, связанные с социальными сетями, молодёжью и её психическим здоровьем, остались недостаточно освещёнными.
В сборнике «Изучение интернета и технологий по всему миру» (2020), изданном под научным руководством Лауры М. Стекман, доктора философии, научного сотрудника Центра исследований Юго-Восточной Азии Висконсинского университета в Мадисоне, автор статьи о ситуации в Катаре Карен Эймс уделила некоторое внимание проблеме челленджа Момо. Она писала, что в конце 2018 и начале 2019 года челлендж Момо стал событием мирового значения, хотя и воспринимала его как мистификацию. Видеоперсонаж призывал юных зрителей совершать такие действия, как самоубийство или причинение вреда членам своей семьи. Обман распространялся в основном через WhatsApp и YouTube. С точки зрения исследователя, челлендж Момо «работал» примерно так же, как челлендж «Синий кит». Во всём мире росла обеспокоенность по поводу ущерба, который может нанести челлендж. Катарские родители, однако, не выражали беспокойство по поводу Момо, по предположению Эймс, из-за того, что были предупреждены о мистификации через особую службу AmanTECH и новостные сообщения. Эймс писала, что эксперты считают: подобная мистификация отвлекает от более серьёзных угроз, гораздо более реальных и неотложных онлайн-проблем.
Авторы коллективного исследования «Штормы в социальных сетях», вышедшего в 2020 году в издательстве Routledge, писали, что публикации и комментарии к ним способствуют формированию шторма в социальных сетях, но могут быть и сами результатом подобного шторма. Примером, по их мнению, может служить челлендж Момо. С точки зрения авторов книги, он был тревожным изображением в середине безобидного мультфильма, предназначенного для детей. Изображение это могло говорить. Оно обращалось к зрителю и давало номер мобильного телефона, который позже был использован, чтобы потребовать выполнить ряд задач, начиная от незначительного членовредительства, и заканчивая самоубийством. Только часть популярных СМИ привлекли внимание к челленджу в 2018 году, однако крупные издания быстро сочли его мистификацией. Власти тогда также не проявили беспокойства, доказательством чего является отсутствие с их стороны комментариев по этому поводу. Между тем, в конце февраля и начале марта 2019 года к челленджу было приковано внимание как в социальных сетях, а также в традиционных СМИ. И вновь серьёзность проблемы быстро перестала быть актуальной из-за отсутствия доказательств. Исследователи писали, что неделя Момо вызвала беспрецедентное внимание людей: они искали темы, связанные с Момо, 34 464 раза, тогда как за неделю до этого поиск выдавал только 76 раз, и это представляет собой увеличение на 45 000% поисковых запросов в течение недели Момо.

## Челлендж Момо в культуре

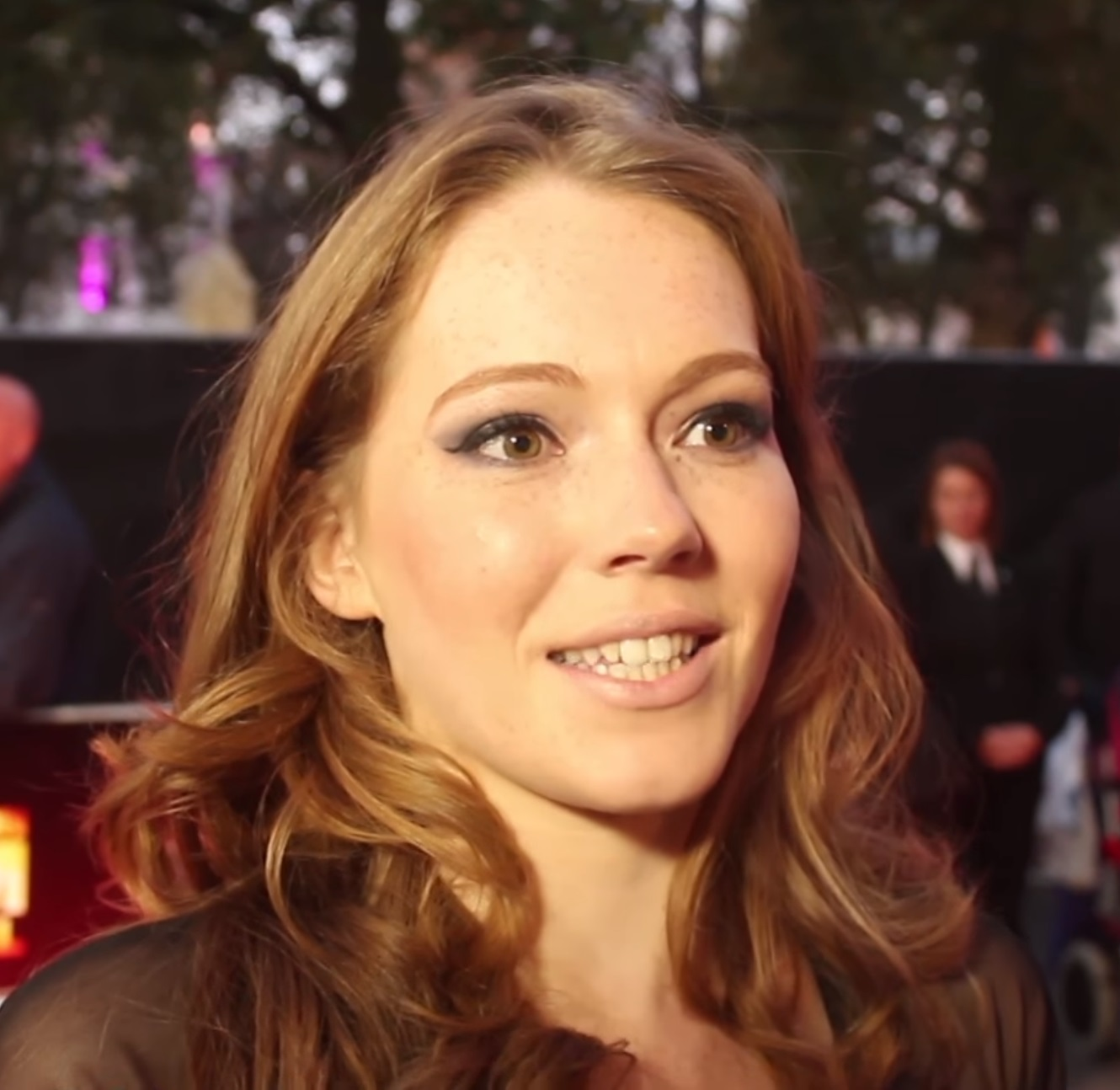
Шарлотта Спенсер

В прессе и научных изданиях были опубликованы сообщения о планах снять фильмы о демоне Момо. В съёмках одного из них предполагалось участие продюсеров Такасигэ Итисэ и Роя Ли, известных своими работами над медиафраншизами «Проклятие» (2004) и «Звонок» (2002). Комментируя планы съёмок, обозреватель американского журнала Wired Эмма Грей Эллис писала, Момо не будет первым интернет-мемом, который появится в кино, но у неё больше шансов добиться успеха там, где её предшественники потерпели неудачу. Самый простой способ превратить мем из интернет-продукта в источник дохода — использовать в качестве оформления для товара. Для Момо этот путь не подходит из-за её жуткой внешности. Вряд ли кто-то захотел бы, чтобы подобное лицо было изображено на его футболке. Вместе с тем, существует другой вариант использования Момо в качестве источника прибыли — фильм ужасов. Привлекательность фильма-мема, по мнению Эллис, очевидна: это соединение двух популярных форм современной культуры. Однако, почти каждый фильм, вдохновлённый мемом, испытывал трудности, либо в процессе работы над ним, либо после выпуска.

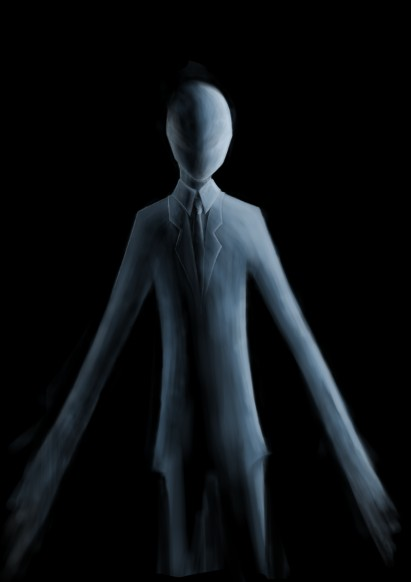
Тонкий человек

«Можно с уверенностью заявить, что в фильме не будет показано, как Момо используют, чтобы убедить детей причинить себе ущерб», — заявил Рой Ли. Точный сюжет, по его словам, пока неизвестен. По утверждению Роя Ли, авторские права на скульптурное изображение Матери-птицы компания Orion Pictures приобрела у японского скульптора — её создателя. «[Кэйсукэ Айсава] готов работать вместе [со съёмочным коллективом], чтобы сделать фильм как можно более страшным… Я допускаю, что мы попросим его создать и других персонажей для фильма», — сообщил Рой Ли журналу.
В другом фильме под названием «Побег» подростки проводят лето в уединённом доме, готовясь к учёбе в колледже. Один из них рассказывает историю Момо, после чего происходит серия загадочных исчезновений. Режиссёром фильма «Побег» должен был стать Лилтон Стюарт III. В производстве предполагалось участие компаний Emagine Content, November 11th Pictures, SorenFilms Productions и Lady of the Light Productions. В фильме должна была сниматься английская актриса Шарлотта Спенсер. Зои Олдертон предполагала, что фильмы ещё больше укрепят присутствие Момо в городских легендах, как это уже произошло с фильмом «Слендермен» («Тонкий человек», 2018), который помог возродить интерес к вымышленному персонажу, появившемуся в 2009 году.
В феврале 2023 года газета The Times of India сообщила о завершении съёмок в Бенгалии и выходе на экраны страны фильма о челлендже Момо — «Момо — игра смерти» (англ. «Момо Momo — the Game of Death»), режиссёром и сценаристом которого выступил Рахул Саха. В статье утверждалось, что фильм «основан на реальных событиях». Молодой детектив получает своё первое дело — раскрыть тайну убийства: обнаружены два трупа — мужчины и женщины, уже арестован главный подозреваемый — хозяин дома, где они находились.
Ряд новостных сайтов утверждал, что сюжет фильма «Гримкатти», снятого режиссёром Джоном Уильямом Россом для Hulu и Disney+ в 2022 году, основан на событиях, связанных с челленджем Момо, или является отголоском этих событий. В фильме рассказывается история девочки-подростка из пригорода, которая вместе со своим младшим братом сталкивается с загадочным интернет-мемом.
Голландская художница Аннемари Бон опубликовала в Нидерландах книгу «Фейк! Всё, что надо знать о пропаганде, фальшивых новостях и теориях заговора». В 2020 году она была переведена на русский язык и издана в России. Автор сообщает, что в голландском городе Неймеген некая школа выяснила, что её учащиеся участвуют в челлендже Момо. Этот челлендж доводит своих участников до самоубийства. После добавления в WhatsApp неуказанного номера начинается шантаж детей размещением их личной информации в открытом доступе, если они не выполнят указанные им испытания. Автор книги заявляет: «Уже много детей по всему миру пали жертвой этой „игры“».